# فرودگاه ال ترومپیلو
فرودگاه ال ترومپیلو (به انگلیسی: El Trompillo Airport) یک فرودگاه همگانی و نظامی با کد یاتا SRZ است که یک باند فرود آسفالت دارد و طول باند آن ۲۷۸۷ متر است. این فرودگاه در شهر سانتا کروس د لا سیرا (بولیوی) کشور بولیوی قرار دارد و در ارتفاع ۴۱۸ متری از سطح دریا واقع شده است.